# Williamsville (Illinois)
Williamsville és una població dels Estats Units a l'estat d'Illinois. Segons el cens del 2000 tenia 1.439 habitants.

## Demografia
Segons el cens del 2000, Williamsville tenia 1.439 habitants, 531 habitatges, i 417 famílies. La densitat de població era de 448,1 habitants/km².
Dels 531 habitatges en un 42,4% hi vivien nens de menys de 18 anys, en un 69,5% hi vivien parelles casades, en un 7,2% dones solteres, i en un 21,3% no eren unitats familiars. En el 19,4% dels habitatges hi vivien persones soles el 9% de les quals corresponia a persones de 65 anys o més que vivien soles. El nombre mitjà de persones vivint en cada habitatge era de 2,71 i el nombre mitjà de persones que vivien en cada família era de 3,12.
Per edats la població es repartia de la següent manera: un 29,3% tenia menys de 18 anys, un 7,2% entre 18 i 24, un 31,1% entre 25 i 44, un 19% de 45 a 60 i un 13,5% 65 anys o més.
L'edat mediana era de 36 anys. Per cada 100 dones de 18 o més anys hi havia 89,9 homes.
La renda mediana per habitatge era de 50.238 $ i la renda mediana per família de 56.012 $. Els homes tenien una renda mediana de 41.169 $ mentre que les dones 30.870 $. La renda per capita de la població era de 20.201 $. Aproximadament l'1,8% de les famílies i el 3,1% de la població estaven per davall del llindar de pobresa.

## Poblacions més properes
El següent diagrama mostra les poblacions més properes.